# Unforgiven 1999
Unforgiven 1999 was een professioneel worstel-pay-per-viewevenement dat georganiseerd werd door de World Wrestling Federation. Dit evenement was de 2e editie van Unforgiven en vond plaats in het Charlotte Coliseum in Charlotte (North Carolina) op 26 september 1999.
De hoofd wedstrijd was een Six-Pack Challenge voor het vacante WWF Championship tussen Mick Foley, The Rock, Triple H, The Big Show, The Britisch Bulldog en Kane met Stone Cold Steve Austin (als speciale gast scheidsrechter).

## Wedstrijden
| Nr.                                                                          | Match | Winnaar(s)                              |
| ---------------------------------------------------------------------------- | --- | --------------------------------------- |
| 1                                                                            | Steve Blackman vs. Val Venis in een één-op-één match | Val Venis                               |
| 2                                                                            | Mark Henry (c) vs. D'Lo Brown in een één-op-één match voor het WWF European Championship | D'Lo Brown (nc)                         |
| 3                                                                            | Jeff Jarrett (c) (met Miss Kitty) vs. Chyna in een één-op-één match voor het WWF Intercontinental Championship                                                                                         | Chyna; diskwalificatie Jeff Jarrett (c) |
| 4                                                                            | The Acolytes (Faarooq & Bradshaw) vs. The Dudley Boyz (Bubba Ray & D-Von) in een tag team match | The Acolytes                            |
| 5                                                                            | Ivory (c) vs. Luna Vachon in een Hardcore match voor het WWF Women's Championship | Ivory (c)                               |
| 6                                                                            | The New Age Outlaws (Billy Gunn & Road Dogg) (c) vs. Edge en Christian in een tag team match voor het WWF Tag Team Championship                                                                        | New Age Outlaws (c)                     |
| 7                                                                            | Al Snow (met Head) (c) vs. The Big Boss Man in een Kennel from Hell match voor het WWF Hardcore Championship                                                                                           | Al Snow (c)                             |
| 8                                                                            | Chris Jericho (met Curtis Hughes) vs. X-Pac in een één-op-één match | X-Pac; diskwalificatie Chris Jericho    |
| 9                                                                            | Six-Pack Challenge voor het vacante WWF Championship tussen Mick Foley, The Rock, Triple H, The Big Show, The Britisch Bulldog en Kane met Stone Cold Steve Austin (als speciale gast scheidsrechter). | Triple H (nc)                           |
| (c) huidige kampioen voor en na de match \| (nc) nieuwe kampioen na de match | |                                         |